# Scrapland
American McGee presents: Scrapland, häufig auch nur als Scrapland bezeichnet, ist ein 3D-Action-Adventure in einer futuristischen Roboterwelt des spanischen Entwicklerstudios Mercury Steam Entertainment, das 2005 über den Spielepublisher Enlight Software veröffentlicht wurde. Im deutschsprachigen Raum erschien der Titel über Deep Silver. Der vollständige Titel des Spiels verweist auf den US-amerikanischen Spieleentwickler American McGee, der als ausführender Produzent fungierte. In Scrapland steuert der Spieler Raumschiffe und Roboter aus der Third-Person-Perspektive.
Innerhalb der Welt hat der Spieler uneingeschränkte Bewegungsfreiheit. Im Laufe des Spiels ist er in der Lage, eigene Raumschiffe aus einer Vielzahl von Komponenten zusammenzubauen und die Spielfigur bei Bedarf in einen von fünfzehn Robotern zu verwandeln (der jeweils mit einer anderen Spezialfähigkeit ausgestattet ist), um so die unterschiedlichsten Aufgaben und Probleme lösen zu können.

## Handlung
Scrapland ist der traurige Überrest der von den Menschen ausgeplünderten und dann, weil unbewohnbar geworden, verlassenen Erde. Die Menschen gingen – aber die Roboter kamen, die dem Asteroiden aufgrund des verwüsteten Zustandes dann den passenden Namen gaben: Schrottland. Besonders zutreffend ist dieser Name vor allen Dingen deshalb, weil die Überreste ungezählter gestrandeter Raumschiffe über den ganzen Asteroiden verteilt sind.
Auf Scrapland landet eines Tages die Hauptfigur der Geschichte: der Roboter D-Tritus. Dieser hat sich auf einem weit entfernten Schrottplatz selbst zusammengebaut und dann auf den Weg gemacht, das Universum zu erkunden. In Kimera, der Stadt der Roboter, wird er, nach einer kurzen Sicherheitsüberprüfung (Menschen bzw. humanoide Wesen haben in Scrapland nichts zu suchen) durch einen Wachroboter von diesem zum Rathaus geschickt, um sich dort anzumelden und um Arbeit zu bemühen.
Die einzige freie Stelle in ganz Kimera ist die eines Fotoreporters, eine Arbeit, die bisher niemand übernehmen wollte. In dieser Eigenschaft soll D-Tritus ein Interview mit dem Erzbischof führen, wobei es allerdings ein offenes Geheimnis ist, dass der Erzbischof niemals Interviews zu geben pflegt. D-Tritus muss also unverrichteter Dinge wieder von dannen ziehen – und gerät damit erst richtig in den Strudel der Ereignisse, denn kurze Zeit später wird der Erzbischof von einem unbekannten Wesen ermordet, von dem vermutet wird, dass es sich dabei um einen Menschen gehandelt haben soll.
Ein Tod ist auf Scrapland weiter keine schlimme Sache, denn dank der Großen Datenbank (GDB), die von den Robotern in einem der gestrandeten Raumschiffe gefunden wurde, kann jeder tote Roboter wieder zum Leben erweckt werden, solange sich seine Daten in der GDB befinden. Aber genau diese fehlen im Falle des ermordeten Erzbischofs bzw. wurden überschrieben, und somit wäre dessen Tod ein endgültiger.
D-Tritus soll also herausfinden, was es mit der ganzen Angelegenheit auf sich hat, warum die Polizei Beweismaterial vom Tatort hat verschwinden lassen, und hat jede Menge zu tun, um den Kimera-Sumpf aus Korruption, Verbrechen, Glücksspiel und was es sonst noch an üblen Machenschaften gibt, trockenzulegen.

## Spielprinzip
D-Tritus ist in der Lage, sich in fast jeden anderen Roboter zu verwandeln, der jeweils eigene Fähigkeiten hat. So kann D-Tritus beispielsweise in einer geraden Linie nach vorne sprinten (und zerlegt nebenbei jeden Roboter auf dem Weg), Boten hingegen können fliegen und Blitze abfeuern, die andere Roboter blenden. Bei den Missionen im Luftraum über der Stadt greift D-Tritus auf bis zu neun individuell zusammenstellbare Raumschiffen zurück. Neben Kämpfen bestreitet er so auch Rennen. Während des gesamten Spiels hat man außerdem die Möglichkeit, seine Bewaffnung aufzuwerten, indem man sogenannte „verrückte Wetten“ bestreitet. Dafür muss man zunächst drei kleinere Aufgaben erledigen, bevor man in einer Arena zu einem besonderen Kampf beziehungsweise Rennen antritt.